# 2006年飓风艾萨克
飓风艾萨克（英語：Hurricane Isaac）是2006年大西洋飓风季的最后一个热带气旋。系统源于9月18日进入大西洋的一股东风波，其关联的扰动天气区经过充分组织，于9月27日在百慕大东南方向约1500公里海域发展成热带低气压。仅12小时后，低气压就升级成热带风暴并获名“艾萨克”，但也因受到强烈风切变和较低水温的不利影响而未能马上得到进一步强化。
9月30日，气旋达到萨菲尔-辛普森飓风等级下的一级飓风标准，并在达到最高强度后逐渐减弱，最终以热带风暴强度掠过纽芬兰岛。艾萨克产生的影响很小，仅限于阵风、大浪和零星降雨。

## 气象历史
2006年9月18日，一股东风波离开非洲西海岸进入大西洋。9月23日，东风波关联的扰动天气区开始表现出组织迹象，气象机构为此采用德沃夏克分析法对系统进行监控。受中等到强烈程度风切变影响，系统连续数天向西北偏西方向移动。外界环境变得更有利于热带气旋发展后，系统迅速组织，于9月27日在百慕大东南方向约1500公里洋面成为热带低气压。虽已成为热带气旋，但深层对流这时还没有把环流中心完全包裹起来。9月27日，低气压的强度逐渐逼近热带风暴标准，但也持续受到风切变的不利影响。9月28日，热带低气压在成形仅12小时后就升级成2006年大西洋飓风季的第10场热带风暴并获名“艾萨克”（Isaac）。
风暴起初向西北方向前进，其西侧存在另一个低气压天气系统，东面则是下到中层高压脊。艾萨克的雷暴活动在28日当天一直很不稳定，这有可能是因为之前的风暴产生上升流，导致水温降低所致。此外，大气层中到上层的干燥空气也夹带进环流，艾萨克因此呈现出斜压类型的云层格局，带有部分亚热带天气系统特征。9月29日清晨，风暴的前进速度放缓并转向西进。当天下午，对流开始增强并聚拢，外流也得到改善，变得更加对称。由于行经洋面水温有所提高，气旋继续强化，于9月30日达到飓风标准。不过，这次增强过程的持续时间很短，艾萨克于协调世界时10月1日凌晨0点左右达到风速每小时140公里的最高强度。风暴的卫星图像上这时也出现模糊的眼状特征。

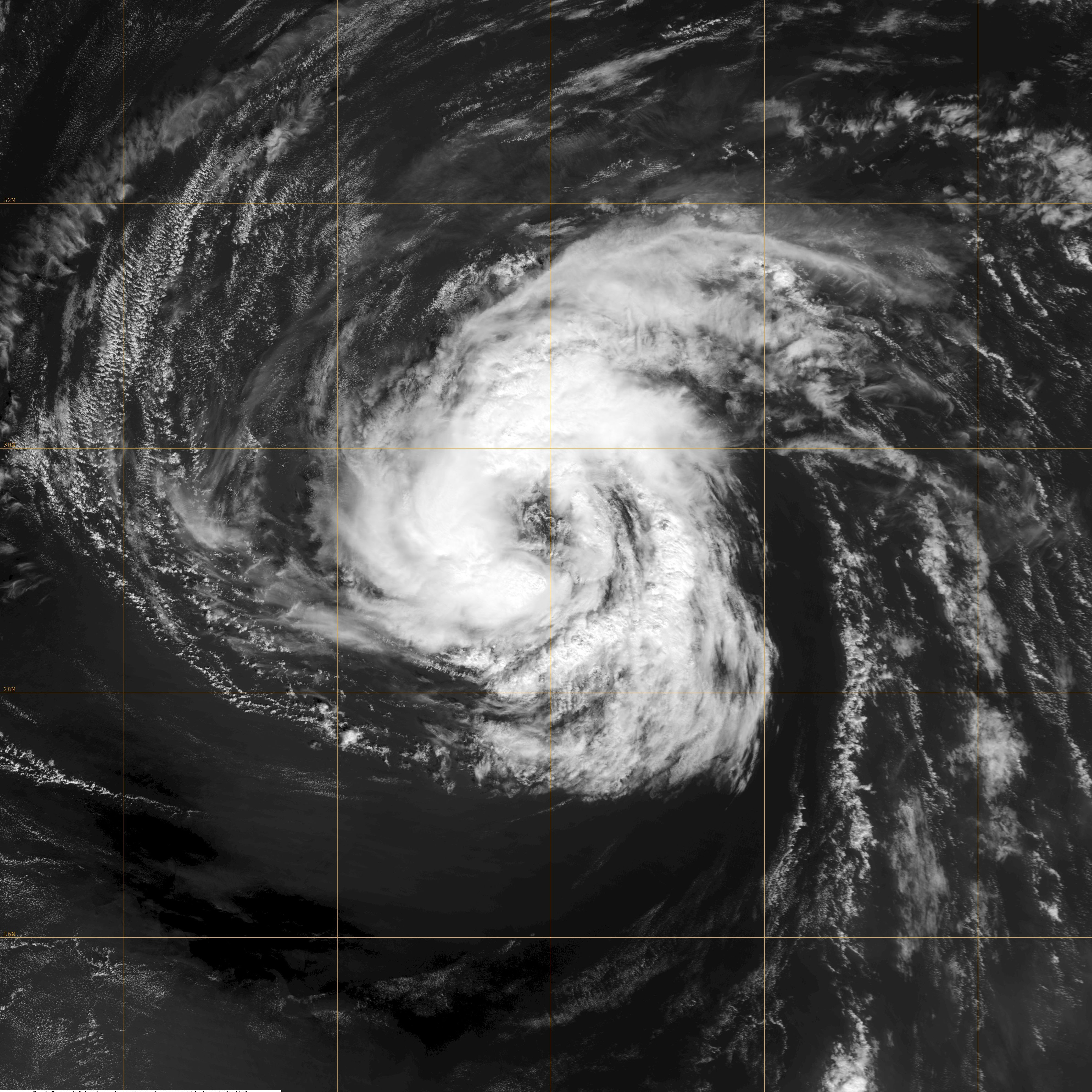
9月29日，热带风暴艾萨克的卫星图像。

美国国家飓风中心在公告中指出，达到最高强度后，艾萨克的组织结构还算层次分明。飓风开始围绕副热带高压脊的边缘蜿蜒行进，移动速度逐渐提升。受西南向风切变增多、行经海域水温降低的影响，风暴在向东北偏北方向前进期间开始逐渐减弱。10月2日中午12点左右，气旋降级成热带风暴。10月2日当天，艾萨克在阿瓦隆半岛东南方向约64公里洋面经过，当地出现热带风暴强度大风。经过纽芬兰岛后，风暴转变成温带气旋，随后于10月3日同另一个更大规模的天气系统合并。

## 防灾措施和影响
10月1日，阿瓦隆半岛进入热带风暴观察预警生效状态，并于次日升级成热带风暴警告，同时布林半岛（Burin Peninsula）和波纳威斯塔半岛收到热带风暴观察预警，不过很快便已中止。到了10月2日晚21点，所有的热带气旋警告均已取消。气象机构预计艾萨克会产生阵风和暴雨，因此向纽芬兰岛东南部部分地区发布降雨警报，并向海上发布大风和烈风公告。
10月3日，“艾丽卡号”（Elektra，呼号）在风暴中心以东约270公里洋面测得每小时84公里风速。另外两艘船只、多个浮标和石油平台也测得热带风暴强度大风。海上的浪高达到4.9米。
总体而言，飓风艾萨克对陆地产生的影响很小，没有任何报道表明风暴有造成破坏或人员伤亡。阿瓦隆部分地区遭遇热带风暴强度大风，开普雷斯（Cape Race）的持续风速最高为每小时74公里，阵风时速则达到97公里，不过最强风力仍然位于海上。由于气旋的行进速度较快，当地出现的降水相对较少，还不到25毫米。